# Тритони (міфологія)

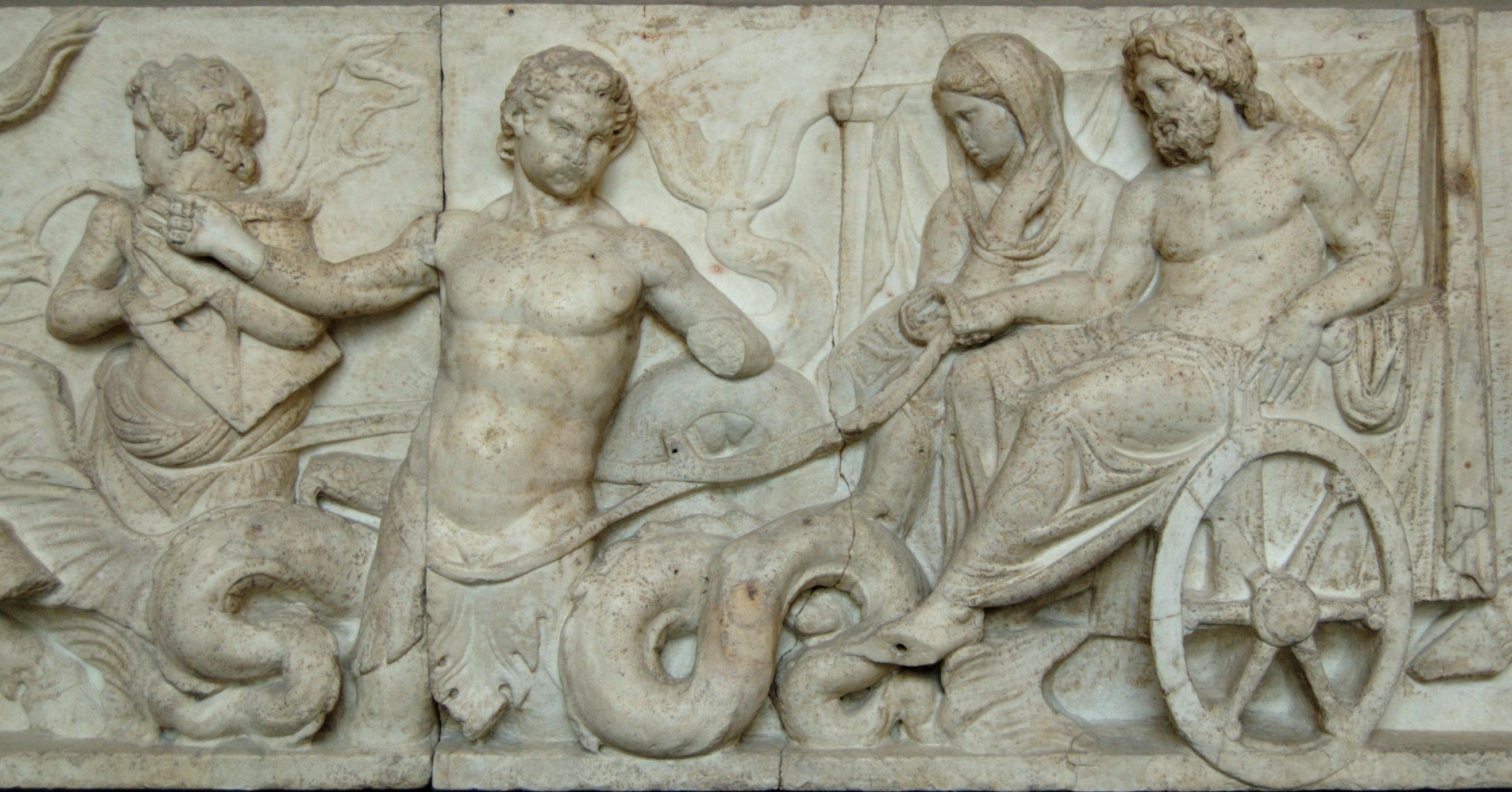
Колісниця Амфітрити і Посейдона, запряжена тритонами. Глиптотека Мюнхена

Трито́ни — персонажі давньогрецької міфології. Морські істоти, сини Тритона і німф. Становили свиту Посейдона й Амфітрити. Плавали на дельфінах і дули в морські мушлі.
Існувало два види тритонів: з риб'ячим або дельфінячим хвостами й людськими руками, а також з риб'ячим хвостом і передніми ногами коня (іхтіокентаври).